# 053H型导弹护卫舰
053H型护卫舰（北約代號：Jianghu-I，或译“江滬”/“江湖”I級）是中国1970年代自行设计建造的搭载反舰导弹的护卫舰 (H代表"对海")，首舰于1975年建成服役。053H型是后续053H系列基本型号。

## 背景
1970年代初解放軍海军提出安排现役老护卫舰轮番大修的要求。鉴于老护卫舰的大修存在周期长、费用高、性能差以及安排困难等情况，经研究六机部军管会副主任林真少将提出采取以造代修的方案来解决海军护卫舰的建设问题。1973年4、5月间，沪东造船厂提出设计一型简易型护卫舰，设备选型的指导思想是立足现实，不追求高指标。后来，沪东造船厂又向上级领导机关提出了一型两用的方案，即把053K型护卫舰的线型設計分别用于对空和对海两型导弹护卫舰，可缩短设计建造周期，并提出了战术技术任务书草稿。1974年，在西沙群岛发生的武装冲突，也促使中国海军为解决舰队急需决定采用以053K型为原型研制对海型导弹护卫舰的过渡办法。主要任务是在近、中海执行护航、巡逻警戒和支援作战。

## 研制与建造
1974年4月30日，林真少将向海军呈报了《关于建造一批对海导弹火炮护卫舰的建议》。5月16日六机部又函送了《关于建造一批对海导弹护卫舰的建议》。
9月2日海军以（74）海装字345号文向中央军委呈报了《关于对海军杂、旧护卫舰更新的请示》，9月14日中央军委副主席叶剑英对海军的请示作了批示：请总后党委牵头研究报批。据此总后牵头召开了会议进行专题研究，并建议中央军委尽快批准海军杂、旧护卫舰更新计划。1974年10月22日，国务院、中央军委下发了〔1974〕99号文件《关于更新杂、旧式护卫舰的批复》，同意将部队现装备的杂、旧式护卫舰更新为053H型反舰导弹护卫舰，请国家计委、国防工办列入计划，由工业部门按所提任务书，本着“精心设计、精心施工”的原则先试制几艘，并争取隔年完成1艘，待试验鉴定后再逐步生产更新。
1974年11月，六机部和海军在上海召开了“053H导弹护卫舰扩大初步设计审查会议”。
053H型护卫舰所采用船型设计是053K型设计所采用的平甲板船型，舰艏有短舷墙，任意两个相邻舱室进水保持不沉标准。用上游-1型 (SY-1) 反舰导弹系统代替防空导弹，舰桥、舯部及艉部上层建筑之间的上甲板设有2座双联装回转式反舰导弹发射装置。由于为053K型配备的79式双联装100毫米/56倍口径主炮研制进度拖延，用单管100毫米口径炮代替装舰，艏、艉上甲板各一座。
1975年2月首舰516“九江”舰在上海沪东造船厂开工建造，同年12月下旬进行试验鉴定，12月31日1号舰、2号舰交付海军服役。
1981年停产同型舰共建14艘，不包括1984年交付埃及出口型2艘。

### 改装
1985年516舰改装712型双联装100毫米舰炮。2002年516舰改装成火力支援舰，拆除两座反舰导弹发射装置以及艉部甲板室，在舯部、艉部安装了5座50管火箭发射器，设有弹库和装填装置，更换了带隐形外形的双联装100毫米舰炮。

## 服役大事件
053H型各舰正式舰名是在1986年正式颁布命名的（之前只有舷号）。
1988年1月23日，中国海军南海舰队552“宜宾”舰为旗舰的编队到达南沙群岛海域永署礁准备建立海洋观测站，这是中国在宣示主权的南沙群岛拥有的第一个实际控制的据点。
2001年中美南海撞机事件牺牲飞行员王伟海祭仪式在509“常德”舰举行。

## 053系列艦比較表
| 053H型          | 053H型          | 053H型                                | 053H1型                               | 053H1Q型                              | 053H2型                                 | 053H1G型                                                     |
| --------------- | --------------- | ------------------------------------- | ------------------------------------- | ------------------------------------- | --------------------------------------- | ------------------------------------------------------------ |
| 服役            | 服役            | 1975年                                | 1982年                                | 1985年                                | 1986年                                  | 1993年                                                       |
| 艦數            | 艦數            | 14艘                                  | 9艘                                   | 1艘                                   | 3艘                                     | 6艘                                                          |
| 排 水 量        | 基準            | 1,425 t                               | 1,420 t                               | 1,550 t                               | 1,700 t                                 | 1,674t                                                       |
| 排 水 量        | 満載            | 1,662 t                               | 1,700 t                               | 1,860 t                               | 2,100 t                                 | 1,960t                                                       |
| 全長            | 全長            | 103m                                  | 103m                                  | 103m                                  | 103m                                    | 103m                                                         |
| 全幅            | 全幅            | 10.8m                                 | 10.8m                                 | 10.8m                                 | 10.8m                                   | 10.8m                                                        |
| 發動機          | 發動機          | 柴油机×2, 2軸推進                     | 柴油机×2, 2軸推進                     | 柴油机×2, 2軸推進                     | 柴油机×2, 2軸推進                       | 柴油机×2, 2軸推進                                            |
| 馬力            | 馬力            | 7,000馬力                             | 8,000馬力                             | 8,000馬力                             | 16,000馬力                              | 16,000馬力                                                   |
| 速度            | 速度            | 最大: 26節                            | 最大: 26節                            | 最大: 26節                            | 最大: 26節                              | 最大: 26節                                                   |
| 續航距離        | 續航距離        | 2,700 海里                            | 2,700 海里                            | 4,000 nm                              | 2,700 nm                                | 2,700 nm                                                     |
| 乘員            | 乘員            | 190人（含軍官30名）                   | 175人                                 | 185人                                 | 200人（含軍官30名）                     |                                                              |
| 武器            | 武器            | B-34 56口徑100mm單裝砲（M1940）×2     | 79式56口徑100mm連裝砲×2               | T100C 55口徑100mm單裝速射砲×1基       | 79A式 56口徑100mm連裝砲×2               | 79A式 56口徑100mm連裝砲×2                                    |
| 武器            | 武器            | 61式37mm雙聯裝機砲×6                  | 61式37mm雙聯裝機砲×4                  | 76式37mm雙聯裝機砲×4                  | 76式37mm雙聯裝機砲×4                    | 76A式37mm雙聯裝機砲×4                                        |
| 武器            | 武器            | SY-1反艦飛彈雙聯發射管 ×2             | SY-1反艦飛彈雙聯發射管 ×2             | SY-1A反艦飛彈雙聯發射管× 1            | YJ-8反艦飛彈四聯發射管×2或单裝発射筒×48 | SY-2反艦飛彈雙聯發射管×2 ※部份艦採用YJ-8反艦飛彈四聯發射管×2 |
| 武器            | 武器            | 65式反潛火箭（RBU-1200）5聯裝發射機×2 | 81式反潛火箭（RBU-1200）5聯裝發射機×2 | 81式反潛火箭（RBU-1200）5聯裝發射機×2 | 81式反潛火箭（RBU-1200）5聯裝發射機×2   | 87式反潛火箭6聯裝發射機× 2                                   |
| 武器            | 武器            | 64式水雷彈射器(BMB-24)×2              | 64式水雷彈射器(BMB-24)×2              | 64式水雷彈射器(BMB-24)×2              | -                                       | 64式水雷彈射器(BMB-24)×2                                     |
| 武器            | 武器            | 水雷彈射器×2                          | 水雷彈射器×2                          | B515型 3連裝短魚雷發射管×2            | -                                       | 水雷彈射器×2                                                 |
| 武器            | 武器            | 水雷軌×2（機雷24發）                  | 水雷軌×2（機雷24發）                  | B515型 3連裝短魚雷發射管×2            | -                                       | 水雷軌×2（機雷24發）                                         |
| C4I             | C4I             | 戰術指揮所                            | 戰術指揮所                            | 戰術指揮所                            | ZKJ-3A 戰術情報處理裝置                 | ZKJ-3A 戰術情報處理裝置                                      |
| 艦載機          | 艦載機          | -                                     | -                                     | 直-9反潛直升機×1                      | -                                       | -                                                            |
| 雷達            | 雷達            | -                                     | 517型長距離對空雷達                   | -                                     | 517型長距離對空雷達                     | 517-H型長距離對空雷達                                        |
| 雷達            | 雷達            | 354型對空・水上雷達                   | 354型對空・水上雷達                   | 354型對空・水上雷達                   | 354型對空・水上雷達                     | 360型對空・水上雷達                                          |
| 雷達            | 雷達            | RM-1290（Racal Decca）航海雷達        |                                       |                                       |                                         |                                                              |
| 聲納            | 聲納            | EH-5                                  | SJD-5 中深度搜索聲納                  | SJD-7 （DUBA-25）                     | SJD-5 中深度搜索聲納                    | SJD-5 中深度搜索聲納                                         |
| 聲納            | 聲納            | EH-5                                  | SJC-1B 偵察用聲納                     | SJD-7 （DUBA-25）                     | SJC-1B 偵察用聲納                       | SJC-1B 偵察用聲納                                            |
| 聲納            | 聲納            | EH-5                                  | SJX-4 通信用聲納                      | SJD-7 （DUBA-25）                     | SJX-4 通信用聲納                        | SJX-4 通信用聲納                                             |
| 火控系統        | 火控系統        | 352型火控系統（飛彈用）×1             | 352型火控系統（飛彈用）×1             | 352型火控系統（飛彈用）×1             | 352型火控系統（飛彈用）×1               | 352型火控系統（飛彈用）×1                                    |
| 火控系統        | 火控系統        | -                                     | 343型（主砲飛彈用）×1                 | NAJA光学FCS（主砲用）× 1基            | 343型（主砲飛彈用）×1                   | 343型（主砲飛彈用）×1                                        |
| 火控系統        | 火控系統        | -                                     | 341型（機砲用）×1                     | 341型（機砲用）×1                     | 341型（機砲用）×1                       | 347G型（機砲用）×1                                           |
| 電子戰 對抗手段 | 電子戰 對抗手段 | RWD-8                                 | 931-1型                               | RWD-8                                 | RWD-8                                   | RWD-8                                                        |
| 電子戰 對抗手段 | 電子戰 對抗手段 | -                                     | -                                     | -                                     | 923型ESM                                | -                                                            |
| 電子戰 對抗手段 | 電子戰 對抗手段 | -                                     | -                                     | -                                     | 981型ECM                                | -                                                            |
| 電子戰 對抗手段 | 電子戰 對抗手段 | -                                     | -                                     | -                                     | 651A型IFF                               | -                                                            |